# Hans B. Heil
Hans B. Heil (* 18. Juni 1919 in Hofbieber, Landkreis Fulda; † 8. April 2006) war ein deutscher Bankier.

## Leben
Hans B. Heil studierte Wirtschafts- und Staatswissenschaften und wurde 1949 mit der staatswissenschaftlichen Arbeit Der Aufbau des deutschen Aussenhandels in den Westzonen nach dem zweiten Weltkrieg zum Dr. rer. pol. promoviert. Er war Prokurist des Düsseldorfer Bankhauses Poensgen, Marx & Co. 1968 gründete er zusammen mit Karl-Heinrich von Waldthausen (Bankhaus Waldthausen & Co.), Paul Schröder (Deutsche Apotheker- und Ärztebank GmbH), Erwin Poprawe (Frankfurter Bank), Kurt Bach (Bau-Kredit-Bank AG), Joachim C. Lenz (Bankhaus Poensgen, Marx & Co.), Willy Becker (Industriekreditbank AG) und Hans Ludwig Hennemann (Bank für Gemeinwirtschaft AG) den „Caravelle-Club-Reisedienst“. Nach Eingliederung des Bankhauses Poensgen in die Westfalenbank war er von 1970 bis 1975 Vorstandsmitglied der Rheinischen Bank AG, Düsseldorf.

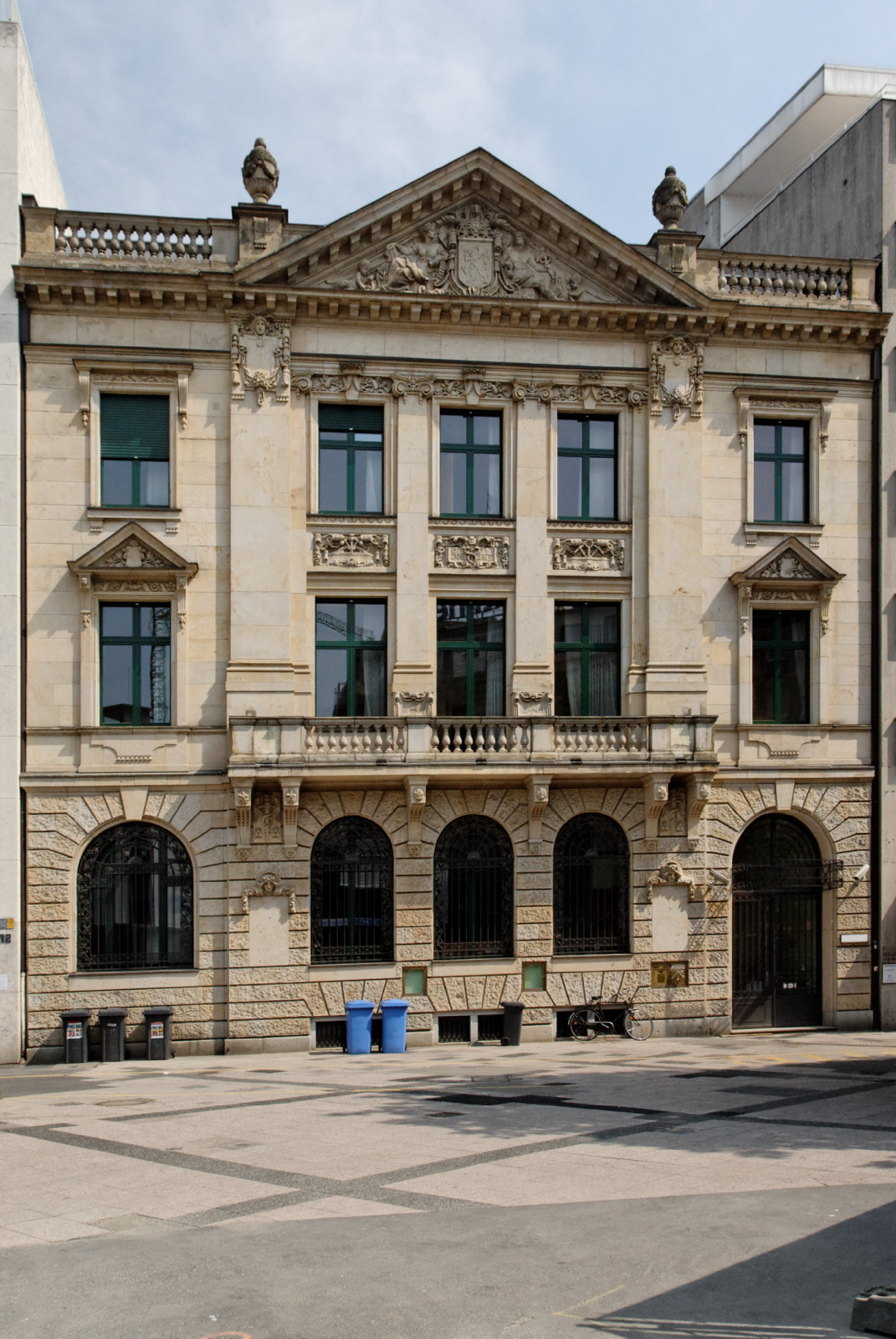
Gebäude des Bankhauses Schliep & Co.

Zusammen mit H. D. Gottwald und Wilhelm Echternach war er von 1975 an einer der persönlich haftender Gesellschafter des Düsseldorfer Bankhauses Schliep & Co. Von 1989 bis zur Fusion mit der Bayerischen Vereinsbank war er Aufsichtsratsmitglied. Er hatte zudem weitere Aufsichtsrats- und Beiratsmandate inne; unter anderem war er Vorsitzender des Aufsichtsrates der TERRA Allgemeine Versicherungs-AG, die 1979 in ARAG Allgemeine Versicherungs-AG umbenannt wurde. Er engagierte sich ehrenamtlich unter anderem bei der Krankenhaus Mörsenbroich-Rath GmbH (KMR).
Er war Honorargeneralkonsul der Republik Madagaskar für Nordrhein-Westfalen und Hessen. Heil war Vizepräsident des Heimatvereins „Düsseldorfer Jonges“; 1992 wurde er mit der Hermann-Raths-Medaille ausgezeichnet.
1957 wurde er von Kardinal-Großmeister Nicola Kardinal Canali zum Ritter des Päpstlichen Ritterordens vom Heiligen Grab zu Jerusalem ernannt und am 7. Dezember 1957 in Köln durch Lorenz Jaeger, Großprior der deutschen Statthalterei, investiert. Er gehörte der Komturei Düsseldorf an. Er war Großoffizier des Ordens.
Hans B. Heil betätigte sich auch politisch; er war Schatzmeister des 1959 von Rainer Barzel und anderen CDU/CSU-Politikern gegründeten antikommunistischen Komitee Rettet die Freiheit.
Er war verheiratet mit Maria, geb. Petersen.